# 3 février 1901
Le dimanche 3 février 1901 est le 34e jour de l'année 1901.

## Naissances
- Francis Cersot (mort le 21 décembre 1984), militant socialiste, syndicaliste CGT puis Force ouvrière, résistant français et cadre au sein de la SFIO
- Jose Macias (mort le 10 avril 1966), arbitre argentin de football
- Nora Gregor (morte le 20 janvier 1949), actrice autrichienne
- Ramón J. Sender (mort le 16 janvier 1982), écrivain espagnol
- Rosamond Lehmann (morte le 12 mars 1990), romancière, nouvelliste, dramaturge et traductrice britannique

## Décès
- Fukuzawa Yukichi (né le 10 janvier 1835), écrivain japonais